# CAタボン・ダ・セーハ
CAタボン・ダ・セーハ (ポルトガル語: Clube Atlético Taboão da Serra) は、ブラジル・サンパウロ州タボン・ダ・セーハを本拠地とするサッカークラブである。
1985年、タボン市民のスポーツ奨励の為にオダイル・フランコ・メネゲティ初代会長と体育教師のドメニコ・セレスチーノ・フェリーニョ、セレーの3人によって設立された。クラブ名の頭文字をとってCATSの愛称で呼ばれているが、クラブマスコットは犬（ジャーマン・シェパード）である。

## タイトル

### 国内タイトル
- カンピオナート・パウリスタ・セグンダ・ジヴィゾン : 1回
  - 2010
- カンピオナート・パウリスタ・セリエB2: 1回
  - 2004

### 国際タイトル
なし

## 歴代所属選手
- エドゥワルド 2012
- エデル 2012
- 磯部和彦 2013